# Winx Club - Det Fortabte Kongerige
Winx Club - Det Fortabte Kongerige er en computeranimeret britisk og italiensk film fra 2007 instrueret af Iginio Straffi. Det er den første film baseret på den tegneserie Winx Club, der blev indstille efter den tredje sæson. Filmen er en fortsættelse af handlingen i den animerede serie. Filmen blev udgivet i Italien den 30. november 2007.
Filmen havde en efterfølger, udgivet i 2010 med titlen Winx Club 3D - Magical Adventure.